# Горбово (Житомирская область)
Горбово (укр. Горбове) — село на Украине, находится в Емильчинском районе Житомирской области.
Код КОАТУУ — 1821755101. Население по переписи 2001 года составляет 487 человек. Почтовый индекс — 11201. Телефонный код — 4149. Занимает площадь 1,837 км².

## Адрес местного совета
11200, Житомирская область, Емильчинский р-н, пгт Емильчино, ул. Соборная, 51